# Barrio Suboficiales de Caballería
El Barrio de Suboficiales de Caballería está ubicado en la comuna de Ñuñoa en Santiago de Chile, entre las calles Manuel Montt, Antonio Varas, Leopoldo Urrutia y Avenida Irarrázaval.

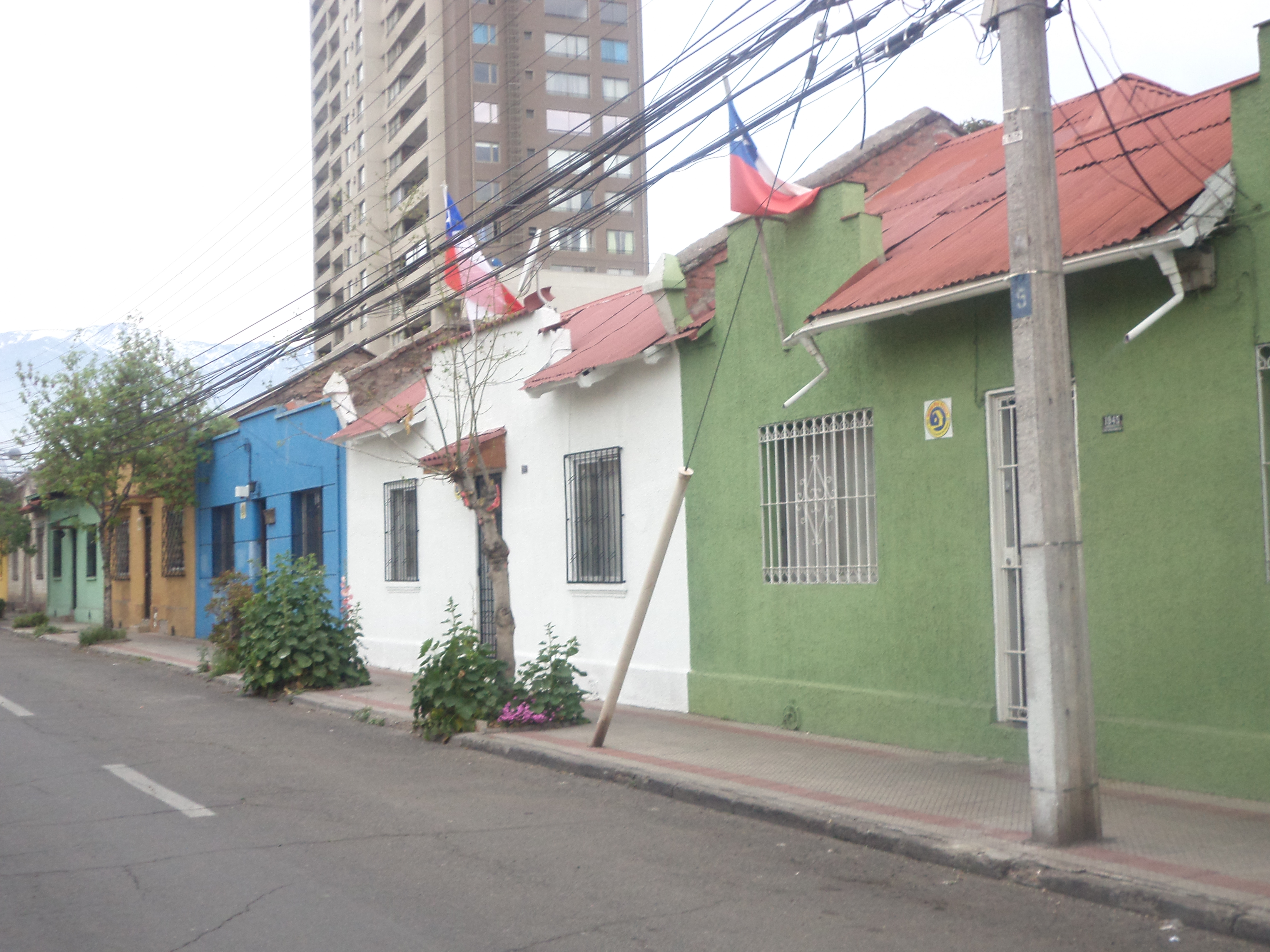
Forma original de las fachadas

## Historia
Se comenzó a construir en agosto del año 1926 por la firma de Ingenieros Beaumont y Díaz Ltda. basada en el diseño del reconocido arquitecto Luciano Kulczewski García, finalizando las obras en el año 1928. Originalmente su nombre fue "Población para Suboficiales de la Escuela de Aplicación de Caballería".
Fue destinado a las familias de Suboficiales de la Escuela de Aplicación de Caballería, que se encontraba en las cercanías ubicado cerca de la esquina del ex callejón de Azolas, más tarde llamado José Miguel Infante.
Dicho conjunto habitacional fue de los primeros en la comuna de Ñuñoa que estaba rodeado de potreros que pertenecían al Ejército (hoy calle Campo de Deportes y lugar donde se asienta el Estadio Nacional, donde se efectuaban los ejercicios militares).
El conjunto un buen exponente de la Ley sobre Habitaciones para Obreros y Habitaciones Baratas, que indicaba el tema de las habitaciones para obreros que afectó generalizadamente a las grandes ciudades, sobre todo a finales del siglo XIX. Chile fue uno de los primeros países en abordar esta problemática, con la formulación de un novedoso aparato legislativo ad hoc. La Ley de Habitaciones Obreras de 1906 enfrentó esta situación intentando plantear soluciones a un conflicto que se hacía cada vez más acuciante —el de las necesidades de vivienda de las crecientes masas obreras—, pero su impacto sobre la sociedad no fue homogéneo.
Posteriormente, las casas del barrio fueron vendidas a particulares siendo compradas en su mayoría por personas ligadas a las artes (opera, pintura, teatro, televisión, etc.) y cada año, al inicio de la primavera, sus vecinos se juntan en las calles del barrio para dar conciertos y exposiciones pictóricas.

## Diseño arquitectónico
Está conformado por seis manzanas con 113 viviendas en fachada continua, las cuales mantienen un ritmo homogéneo de vanos y llenos, en que la expresión propia de cada unidad hace que se diferencien entre sí, generando, por una parte, una rica combinación estilística y, por otra, singularidad estética en cada casa.

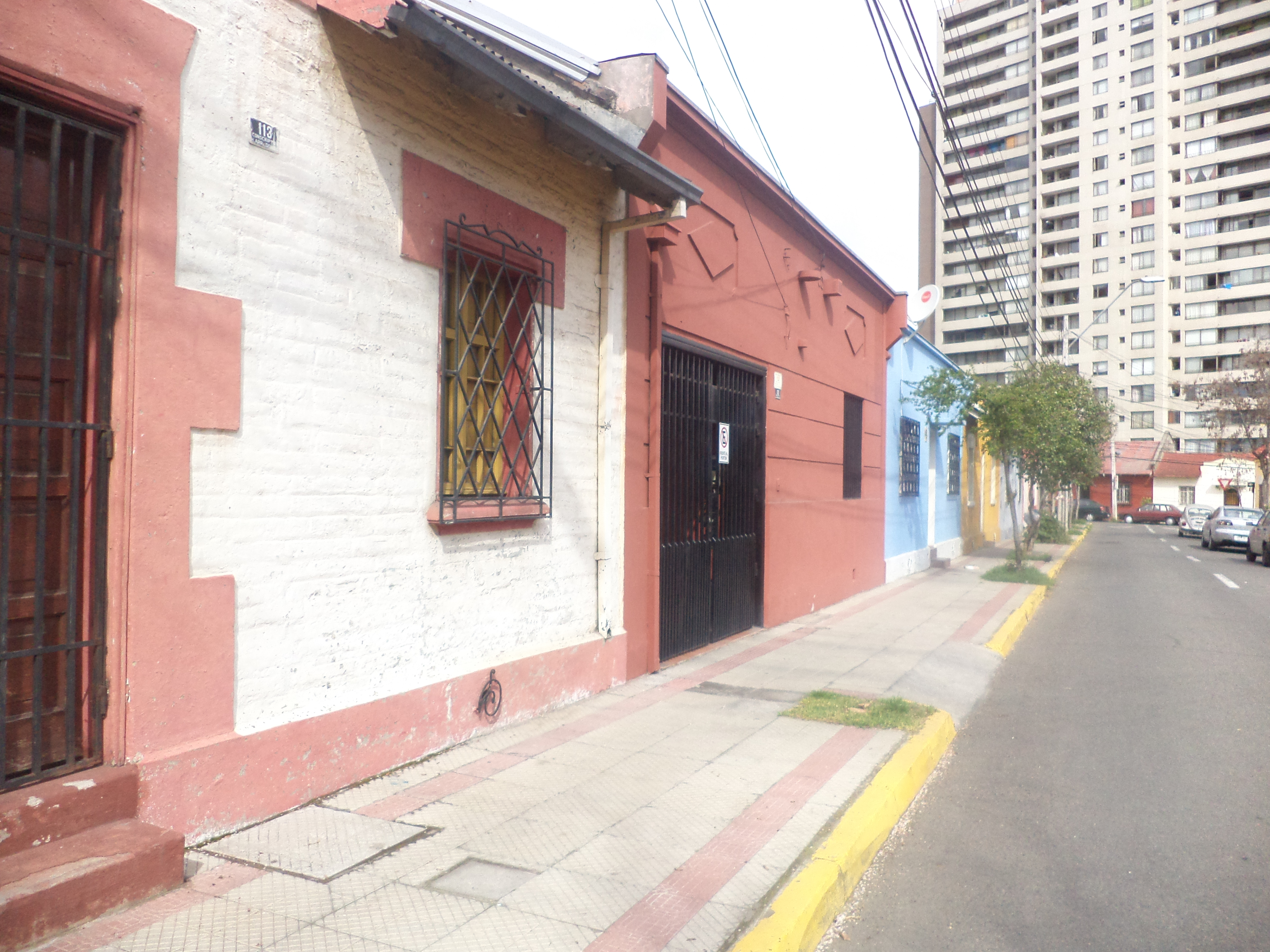
Variación de fachadas

Las viviendas presentan elementos estilísticos propios de la arquitectura neo-colonial, mediante el uso de ornamentos en los hastiales diseñados sobre los accesos.
En la población se reconocen tres tipologías arquitectónicas, todas concebidas en un piso, de acceso central flanqueado por dos ventanas, cuya expresión en la fachada se armoniza por la combinación de muros con ladrillo a la vista y dibujos escalonados en los estucos, ornamentos, volutas decorativas en antetechos y hastiales, tejas, tratamiento a los aleros, canes, alféizares, dinteles, carpintería de ventanas y puertas y 
protecciones de fierro forjado en ventanas y ventilaciones del entrepiso.

## Las calles
El nombre de este conjunto se debe a que en 1927, durante el período de construcción, se produjo en Argentina la Tragedia del Alpatacal, donde miembros de la Escuela Militar de Chile que viajaban a un acto oficial para la celebración de la Independencia, mueren en un accidente ferroviario, tragedia que motivó bautizar a algunas de sus calles con los oficiales fallecidos. De hecho hasta el día de hoy gran parte de sus residentes son descendientes directos de los fundadores de la población, lo cual ha asegurado la continuidad de los modos de vida comunitaria y de barrio, algunos de los nombres son del Sargento Eudoro Garín Pino y el Sargento Luis Navarrete Larenas. Además se recuerda al piloto militar Sargento Adolfo Menadier Rojas y al Soldado Conscripto Andrés Arredondo de la Escuela de Aviación Militar Archivado el 30 de abril de 2019 en Wayback Machine.

## Zona Típica
Este barrio ha sido declarado Zona Típica por el Consejo de Monumentos Nacionales en mayo de 2007, bajo el Decreto N°902. El área protegida se delimita por el polígono A-B-C-D-E-F-A.  
Actualmente y dada su excelente calidad constructiva el conjunto se mantiene en buenas condiciones de conservación. 
Los detalles de la Zona Típica pueden ser observados en plano adjunto.